# Bortatycze
Bortatycze – wieś w Polsce położona w województwie lubelskim, w powiecie zamojskim, w gminie Zamość.
Prywatna wieś szlachecka położona była na przełomie XVI i XVII wieku w ziemi chełmskiej województwa ruskiego. W latach 1975–1998 miejscowość administracyjnie należała do województwa zamojskiego.
Wieś jest sołectwem w gminie Zamość. Według Narodowego Spisu Powszechnego z roku 2011 wieś liczyła 380 mieszkańców.
Wierni Kościoła rzymskokatolickiego należą do parafii św. Bartłomieja Apostoła w Sitańcu.

## Historia
Bortatycze także Bartatycze – wieś w gminie Zamość. Pierwsze wiadomości o wsi pochodzą z 1398 r. Należała wówczas do włości szczebrzeskiej Gorayskich. Historię włości szczebrzeskich  dzieli aż do XIX w. kolejno: w 1471 roku przechodzi od Szczebrzeskich-Gorayskich w ręce Tarnowskich, po nich właścicielami byli Kmitowie, od 1555 Górkowie (ród wielkopolski), od 1593 należała do ordynacji Zamoyskich klucza szczebrzeskiego, a w 1792 weszła w skład klucza sitanieckiego dóbr ordynackich
Według rejestru poborowego z 1589 r. we wsi tej istniały: cerkiew i browar, grunty wiejskie liczyły 14 łanów kmiecych (to jest około 235,2 ha), miejscowe wójtostwo w 1639 r. należało do szlachcica Zorkowskiego.
Według spisu z roku 1827 wieś liczyła 40 domów zamieszkałych przez 289 mieszkańców. Nie umieszczona w spisie Zinberga
Według spisu ludności z 1921 r. istniały tu 73 domy z 437 mieszkańcami, w tym aż 282 Ukraińcami. Bortatycze należały wówczas do gminy Wysokie powiatu Zamojskiego parafii łacińskiej w Nieliszu.
II Wojna Światowa
Wieś była jedną z pierwszych wysiedlonych na Zamojszczyźnie przez hitlerowców co miało miejsce  nocą z 8 na 9 listopada 1941 r.